# Felcser Máté
Felcser Máté, művésznevén Rendben Man (Pécs, 1981. szeptember 2. –) magyar rapper, énekes, valamint hiphop, funky- és popzenész, a Punnany Massif egyik frontembere.

## Életpályája
A zenekara megalakulása előtt a Kész Face partisorozat és rádióműsor házigazdája, illetve előadója volt.
2003-ban Farkas Rolanddal megalapította a Punnany Massif együttest. Dalszövegírással is foglalkozik, zenei producerként is jelen van. Első lemezük 2006-ban jelent meg. 2013-ban, a zenekar 10. évfordulójára negyedik lemezükkel készültek el,
2013-ban a TEDxYouth@Budapest konferencián tartott előadást, amelynek keretében azt mutatta be, milyen munkafázisok szükségesek egy dal elkészítéséhez.
2015-ben „Az év frontembere” címet nyerte el a Playboy magazin "Man of the Year" díjának közönségszavazásán. 2016-ban a Petőfi Zenei Díjon „Az év férfi előadója” jelöltjei között szerepelt.
A Punnany Massif megalakulása után, másokkal is együttműködött, például Charlie-val, Pásztor Annával, a Mary PopKidsszel együtt dolgozva jelent meg a "Mosoly" című zeneszámuk. A Margaret Islanddal közösen jegyzi a 2016-os EFOTT himnuszt, és vele készíttették a szervezők a 25. VOLT Fesztivál himnuszát is.

## Híresebb dalai
- Csönded vagyok (Shen Kick)
- Telik (Kislemez)
- Élvezd (Sun Kick)
- Kopóggyá (Sun Kick)
- Másfél hete (Sun Kick)
- Szabadon (FEL1)
- Engedd el (FEL1)
- Partizán (FEL2)
- Vendéglátós (FEL2)
- Utolsó Tánc (FEL2)
- Hétköznapi Hősök (FEL2)
- Alap hogy normál (Körkorkép)
- Való Világ(Ganxsta Tribute)
- Ami VOLT az majd lesz! (VOLT Fesztivál)